# Castillo de la Iruela

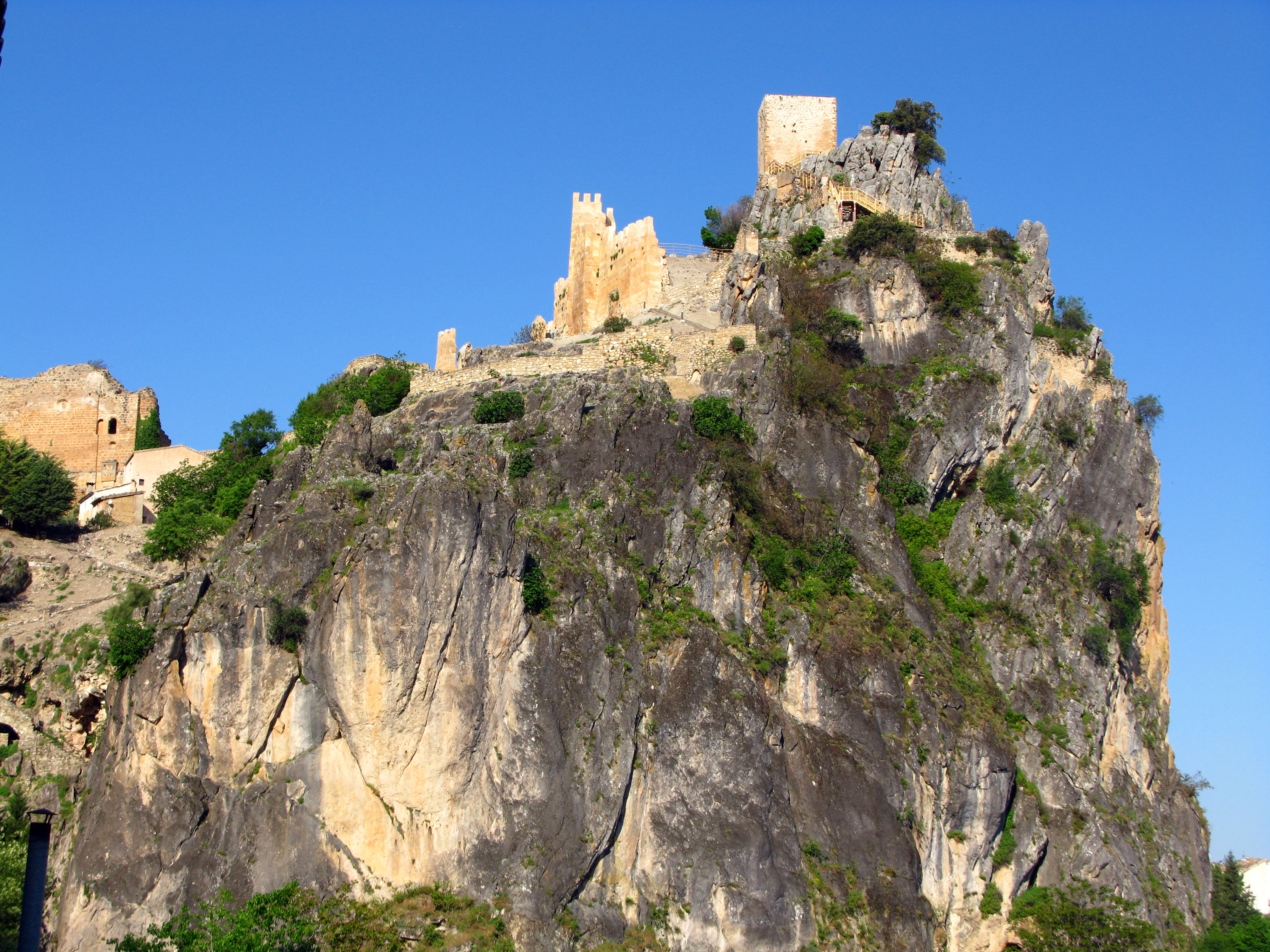
Castillo de la Iruela

Das Castillo de la Iruela ist eine Burg in La Iruela, einer Gemeinde in der spanischen Provinz Jaén der Autonomen Region Andalusien, die im Mittelalter errichtet wurde. Die Burg, die auf einem Bergrücken steht, ist seit 1985 ein geschütztes Baudenkmal (Bien de Interés Cultural).

## Geschichte und Beschreibung
Die Burg ist arabischen Ursprungs und war während der Reconquista mehrmals Schauplatz kriegerischer Auseinandersetzungen. 1231 wurde sie von den Christen endgültig zurückerobert. 
Von der Anlage sind heute noch der größte Teil des Hauptturmes sowie zwei teilweise zinnenbewehrte Mauereinfriedungen vorhanden.